# Strumigenys trinidadensis
Strumigenys trinidadensis är en myrart som beskrevs av Wheeler 1922. Strumigenys trinidadensis ingår i släktet Strumigenys och familjen myror. Inga underarter finns listade i Catalogue of Life.

## Bildgalleri

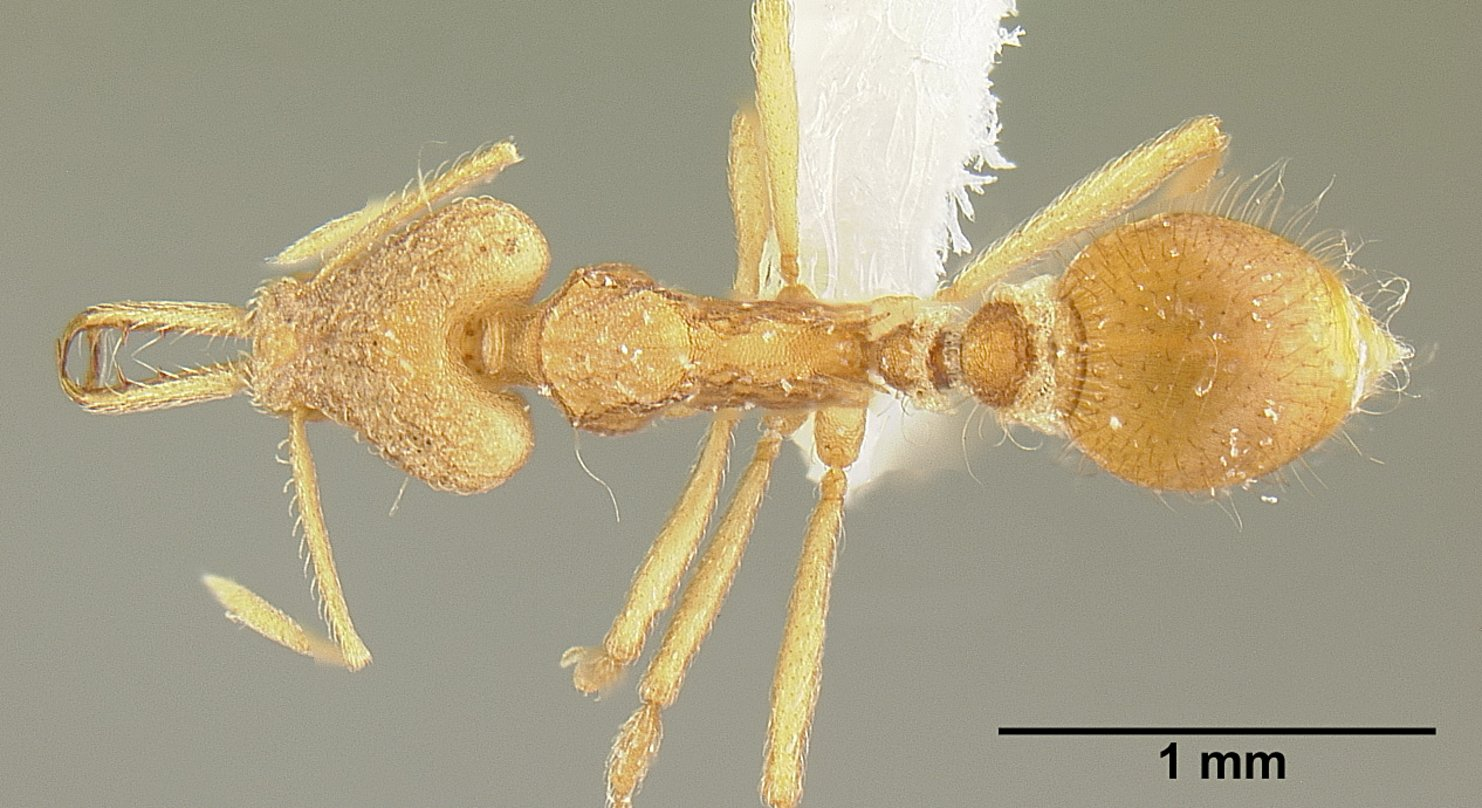
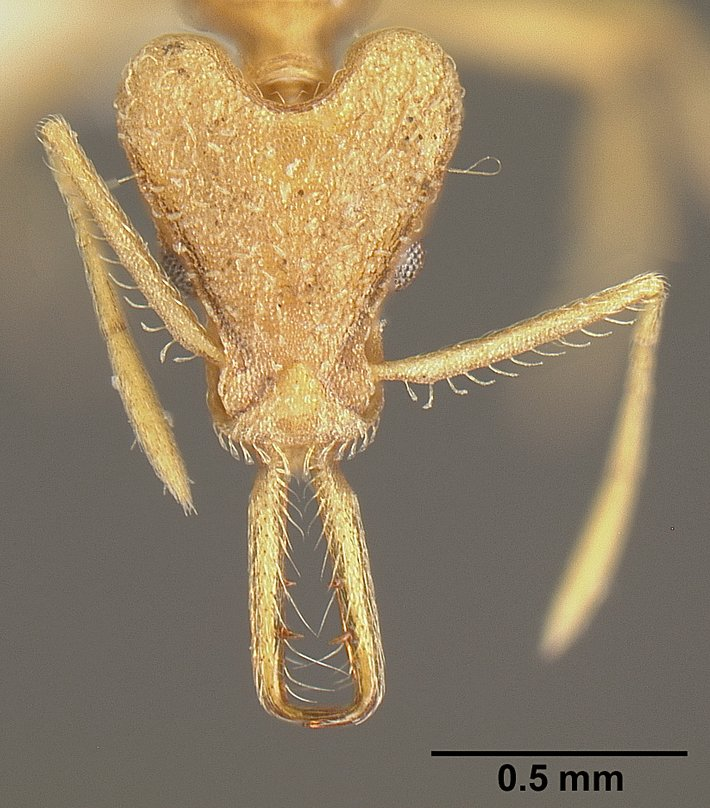
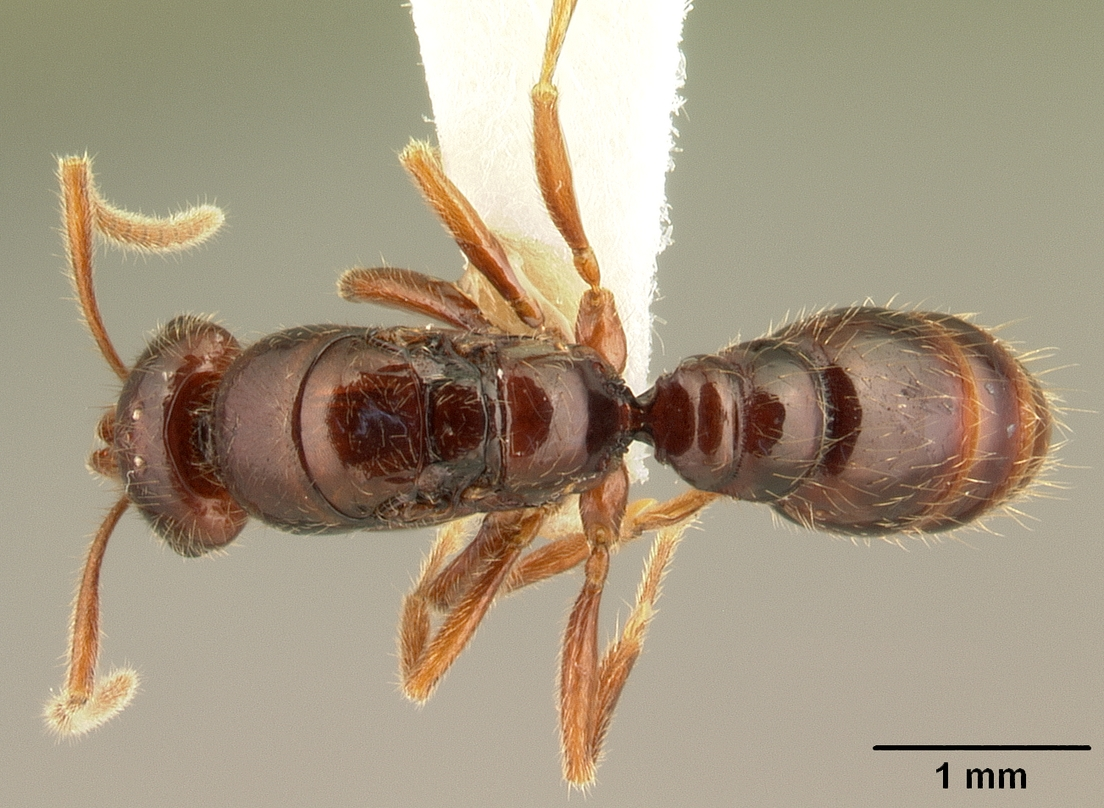
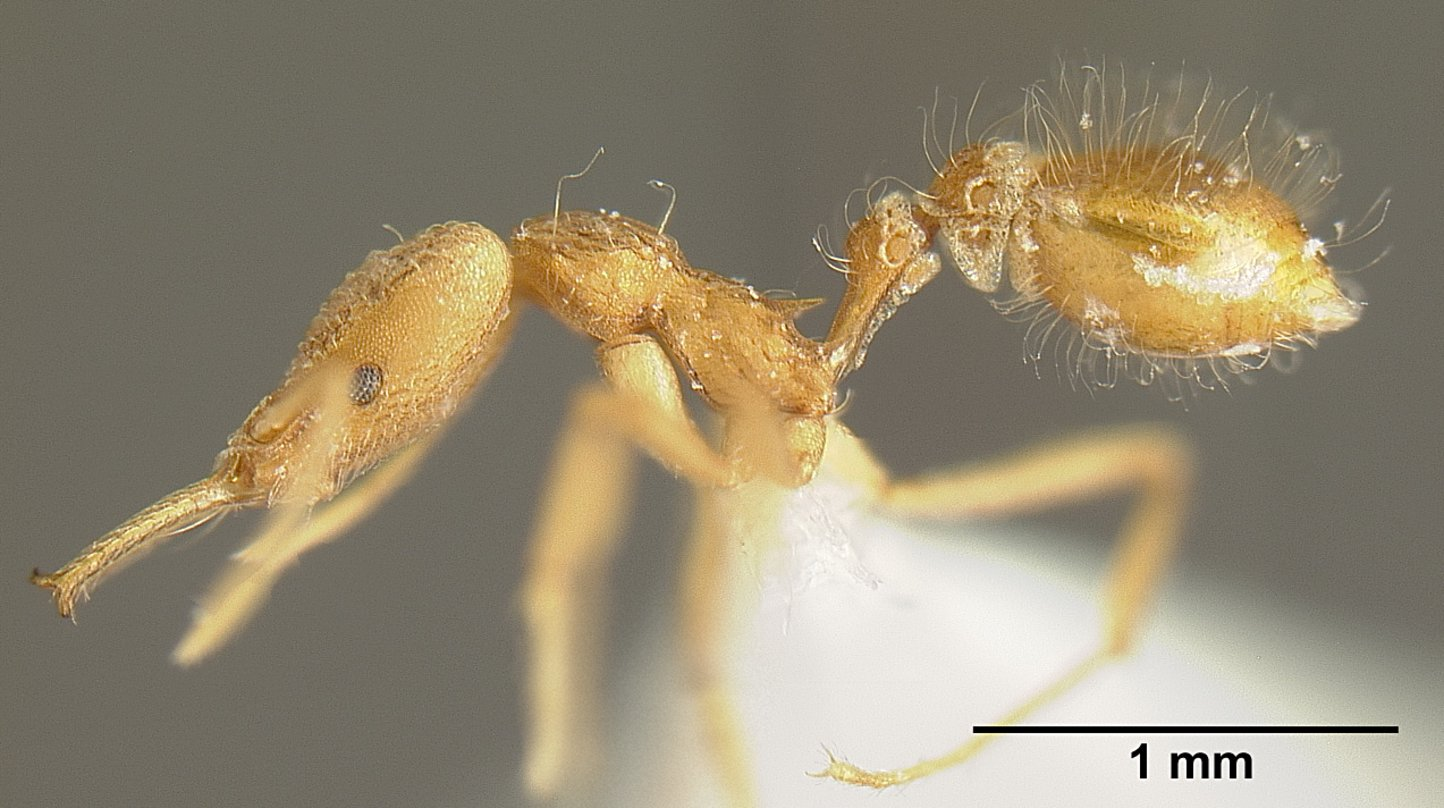